# Mama Malone
Mama Malone  è una serie televisiva statunitense in 13 episodi trasmessi per la prima volta nel corso di una sola stagione nel 1984.
È una sitcom incentrata sulle vicende di "Mama" Renate Malone, vedova di un agente di polizia di origini irlandesi, che conduce da Brooklyn il programma culinario Cooking with Mama Malone in cui dispensa consigli relativi non solo alla preparazione di cibi.

## Personaggi e interpreti
- Mama Renate Malone (13 episodi, 1984), interpretata da Lila Kaye.
- Connie Malone Karamakopoulos (13 episodi, 1984), interpretata da Randee Heller.
È la figlia cameriera di Mama Renate, è divorziata da un greco.
- Frankie Karamakopoulos (13 episodi, 1984), interpretato da Evan Richards.
È il nipote di Mama Renate.
- Dino Forresti (13 episodi, 1984), interpretato da Don Amendolia.
- Austin (13 episodi, 1984), interpretato da Raymond Singer.
È il direttore della rete televisiva.
- Padre Guardiano (13 episodi, 1984), interpretato da Ralph Manza.
- Harry (13 episodi, 1984), interpretato da Mitchell Group.
- Padre Jose Silva (13 episodi, 1984), interpretato da Richard Yniguez.
- Stanley (11 episodi, 1984), interpretato da Sam Anderson.
È l'annunciatore della trasmissione televisiva.
- Ken (4 episodi, 1984), interpretato da Pendleton Brown.

### Guest star
Tra le guest star: Stephanie Faracy, Paul Benedict, Alice Ghostley, Sudie Bond, Candy Azzara, Beverly Archer, Melora Hardin.

## Produzione
La serie fu prodotta da Columbia Pictures Television e Jack Barry-Dan Enright Productions. Il regista accreditato è Paul Bogart (13 episodi, 1984).

## Distribuzione
La serie fu trasmessa negli Stati Uniti dal 7 marzo 1984 al 21 luglio 1984 sulla rete televisiva CBS. In Italia è stata trasmessa su reti locali con il titolo Mama Malone.
Alcune delle uscite internazionali sono state:
- negli Stati Uniti il 7 marzo 1984 (Mama Malone)
- in Germania Ovest il 16 aprile 1985 (Mama Malone)
- in Italia (Mama Malone)

## Episodi
| Stagione       | Episodi | Prima TV USA |
| -------------- | ------- | ------------ |
| Prima stagione | 13      | 1983         |